# Sueños en la mitad del mundo
Sueños en la mitad del mundo es una película dramática hispano-ecuatoriana de 1998 dirigida por Carlos Naranjo Estrella. Representó ecuador en los Premios Óscar del 2000 al Óscar a la mejor película de habla no inglesa, pero finalmente no fue nominada.

## Sinopsis
La película muestra tres historias cortas que tienen como denominador común un autobús llamado "Sueños". Cada una tiene el nombre de una mujer y representa a una mujer forastera misteriosa y atractiva que encanta los hombres. En la primera, una mujer rubia con un pasado oscuro llega a un pueblo remoto para dar clases de piano, pero sólo consigue ser blanco de rumores e insinuaciones fuera de medida. En la segunda un profesor universitario perseguido por las pesadillas se obsesiona con una mujer seductora que parece enviarle un mensaje nefasto. En la tercera historia, una pareja de vacaciones en un complejo en la selva debe enfrentarse al legendario Guasangó.

## Reparto
- Héctor Alterio
- Concha Cuetos
- María Kosty
- Oscar Ladoire
- Claudia Gravy
- Antonio Negret
- Ana Risueño